# 孔加 (市镇)

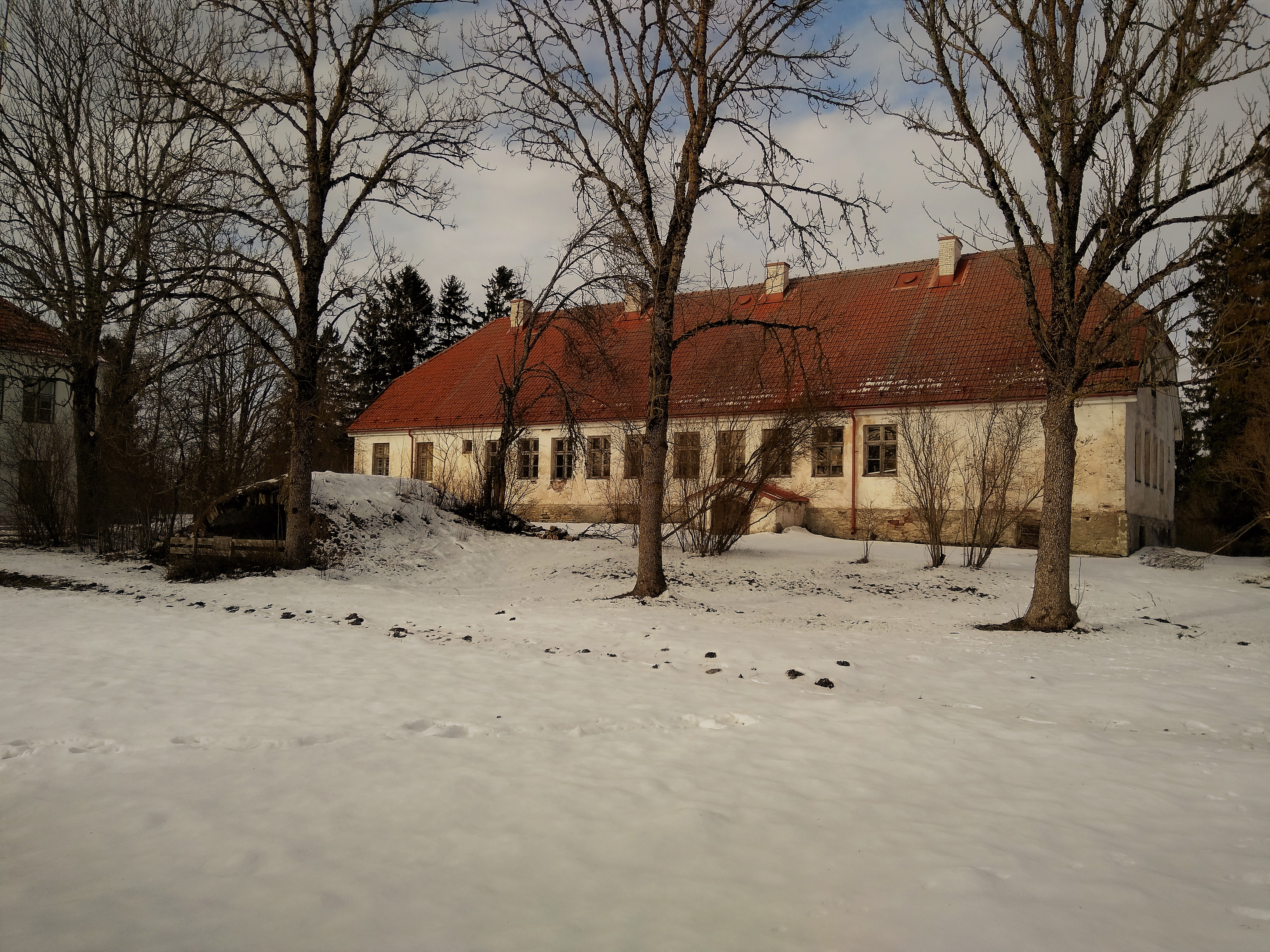
孔加庄园

孔加，曾是愛沙尼亞派爾努縣的一個鄉村型市镇，位於該國西南部，行政中心設於孔加，面積438平方公里，2010年人口1,260，人口密度每平方公里3人。
2017年爱沙尼亚行政改革后，孔加市镇与其他市镇一起合并为新的莱内兰纳市镇。
58°35′N 24°9′E / 58.583°N 24.150°E